# ماكس شترايبل
ماكس شترايبل (بالألمانية: Max Streibl) (6 يناير 1932 في أوبرامارغاو - 11 ديسمبر 1998 في ميونيخ) سياسي ألماني ينتمي لحزب الاتحاد الاجتماعي المسيحي، شغل منصب رئيس الوزراء الثامن لولاية بافاريا بين 1988 و 1993.

## روابط خارجية
- ماكس شترايبل على موقع مونزينجر (الألمانية)